# Gahnia xanthocarpa
Gahnia xanthocarpa is een soort uit de cypergrassenfamilie (Cyperaceae). De soort is inheems in Nieuw-Zeeland, waar hij zowel op het Noordereiland als op het Zuidereiland voorkomt. Hij groeit in kustgebieden tot in montane gebieden, waar hij aangetroffen wordt in verschillende habitats. 